# Rishi Sunak
Rishi Sunak (/ˈrɪʃiː ˈsuːnæk/; sinh ngày 12 tháng 5 năm 1980) là một chính trị gia người Anh gốc Ấn Độ từng là Thủ tướng Vương quốc Anh từ năm từ tháng 10 năm 2022 đến tháng 7 năm 2024. Sau cuộc tổng tuyển cử năm 2024 , ông trở thành Lãnh đạo phe đối lập. Là một đảng viên của Đảng Bảo thủ, ông đã là nghị sĩ Quốc hội Anh đại diện cho Richmond (Yorks) kể từ năm 2015, từng giữ chức vụ Bộ trưởng tài chính Anh từ năm 2020 đến năm 2022, trước đây là Bộ trưởng phụ trách ngân khố Anh từ năm 2019 đến năm 2020.
Sinh ra ở Southampton trong gia đình Hindu Punjabi, cha mẹ ông đã lớn lên ở Cộng đồng người Ấn Độ ở Đông Nam Phi, Sunak đã tốt nghiệp Viện đại học Winchester. Sau đó, ông đọc triết học, chính trị và kinh tế (PPE) tại Viện đại học Lincoln, Oxford, và sau đó lấy bằng thạc sĩ từ Đại học Stanford ở California với tư cách là Học giả Fulbright. Trong khi học tại Stanford, anh gặp người vợ tương lai của mình Akshata Murty, con gái của N. R. Narayana Murthy, tỷ phú doanh nhân người Ấn Độ, người thành lập Infosys. Sunak và Murthy là những người giàu nhất ở Anh, với tổng tài sản trị giá 730 triệu bảng Anh tính đến năm 2022. Sau khi tốt nghiệp, ông làm việc cho Goldman Sachs và sau đó là đối tác của quỹ đầu cơ các công ty Quản lý quỹ đầu tư cho trẻ em và Theleme Partners.
Sunak được bầu vào Hạ viện đại diện khu vực bầu cử Richmond (Yorks) ở Bắc Yorkshire trong cuộc tổng tuyển cử 2015, kế nhiệm Lãnh đạo Đảng Bảo thủ William Hague. Ông phục vụ trong chính phủ thứ nhì của Theresa May với chức vụ Thứ trưởng phụ trách chính quyền địa phương của Nghị viện. Ông đã bỏ phiếu ba lần ủng hộ Thỏa thuận rút khỏi Brexit của May. Sau khi tháng 5 từ chức, Sunak là người ủng hộ chiến dịch của Boris Johnson để trở thành lãnh đạo Đảng Bảo thủ. Sau khi Johnson được bầu và bổ nhiệm làm Thủ tướng, ông đã bổ nhiệm Sunak làm Tổng thư ký Ngân khố. Sunak thay thế Sajid Javid làm Bộ trưởng Bộ Tài chính sau khi ông từ chức vào tháng 2 năm 2020.
Sunak được bầu vào Hạ viện cho Richmond (Yorks) ở North Yorkshire tại cuộc tổng tuyển cử năm 2015. Ông phục vụ trong chính phủ thứ hai của bà Theresa May với chức vụ Thứ trưởng của Nghị viện về Chính quyền địa phương. Ông đã ba lần bỏ phiếu ủng hộ thoải thuận rút khỏi Liên minh châu Âu (Brexit) của bà May. Sau khi bà May từ chức, Sunak là người ủng hộ chiến dịch tranh cử của Boris Johnson để trở thành lãnh đạo đảng Bảo thủ. Sau khi Johnson được bầu và bổ nhiệm làm Thủ tướng, ông đã bổ nhiệm Sunak làm Bộ trưởng phụ trách ngân khố. Sunak thay thế Sajid Javid làm Bộ trưởng tài chính sau khi ông này từ chức vào tháng 2 năm 2020.
Với tư cách là bộ trưởng tài chính, Sunak là người nổi bật trong các phản ứng tài chính của chính phủ đối với đại dịch COVID-19 và các tác động kinh tế của nó, bao gồm các kế hoạch duy trì chương trình "the Coronavirus Job Retention and Eat Out to Help Out". Giữa vụ bê bối của Partygate, ông đã trở thành bộ trưởng tài chính đầu tiên trong lịch sử Anh bị xử phạt vì vi phạm pháp luật khi còn đương chức sau khi được ban hành một thông báo phạt cố định vì vi phạm các quy định COVID-19 trong khi khóa cửa. Ông từ chức Bộ trưởng Tài chính vào ngày 5 tháng 7 năm 2022, trích dẫn sự khác biệt về chính sách kinh tế giữa ông và Johnson trong đơn từ chức.
Vào ngày 8 tháng 7 năm 2022, ông tuyên bố ứng cử để thay thế Johnson trong cuộc bầu cử lãnh đạo đảng Bảo thủ. Vào ngày 20 tháng 7, ông đã thăm dò ý kiến đầu tiên giữa các nghị sĩ Đảng Bảo thủ, và hiện đang cạnh tranh trong một cuộc bỏ phiếu qua bưu điện của các thành viên đảng chống lại Liz Truss. Sunak thua Truss 81,326 - 60,399 phiếu trong vòng cuối bầu cử lãnh đạo Đảng Bảo Thủ vào ngày 6 tháng 9 năm 2022. Sau khi bà Truss từ chức vào ngày 20 tháng 10 năm 2022, ông một lần nữa tranh cử lãnh đạo đảng Bảo thủ và được bầu vào ngày 24 tháng 10 năm 2022. Ông nhậm chức Thủ tướng Vương quốc Anh vào ngày 25 tháng 10 năm 2022 và là thủ tướng da màu gốc Á đầu tiên và cũng là thủ tướng trẻ tuổi nhất của Vương quốc Anh.

## Đầu đời
Sunak sinh ngày 12 tháng 5 năm 1980, ông xuất thân trong một gia đình gốc Ấn Độ. Sunak đã tiết lộ rằng khi còn nhỏ, ông muốn tham gia bộ phim Chiến tranh giữa các vì sao. Ông theo học Trường Stroud, một trường dự bị ở Romsey, và sau đó học tại Cao đẳng Winchester khi còn là một cậu học sinh, trở thành hiệu trưởng của trường. Ông làm bồi bàn trong một quán cà ri ở Southampton trong kỳ nghỉ hè của mình. Ông học triết học, chính trị và kinh tế tại Đại học Lincoln,Oxford, tốt nghiệp hạng nhất năm 2001. Trong thời gian học đại học, ông đã thực tập tại Trụ sở Chiến dịch Bảo thủ và gia nhập Đảng Bảo thủ. Năm 2006, Sunak lấy bằng Thạc sĩ Quản trị Kinh doanh tại Đại học Stanford với tư cách là Học giả Fulbright. Khi ở Stanford, ông gặp người vợ tương lai Akshata Murty, con gái của tỷ phú Ấn Độ N. R. Narayana Murthy của Infosys.

## Sự nghiệp chính trị

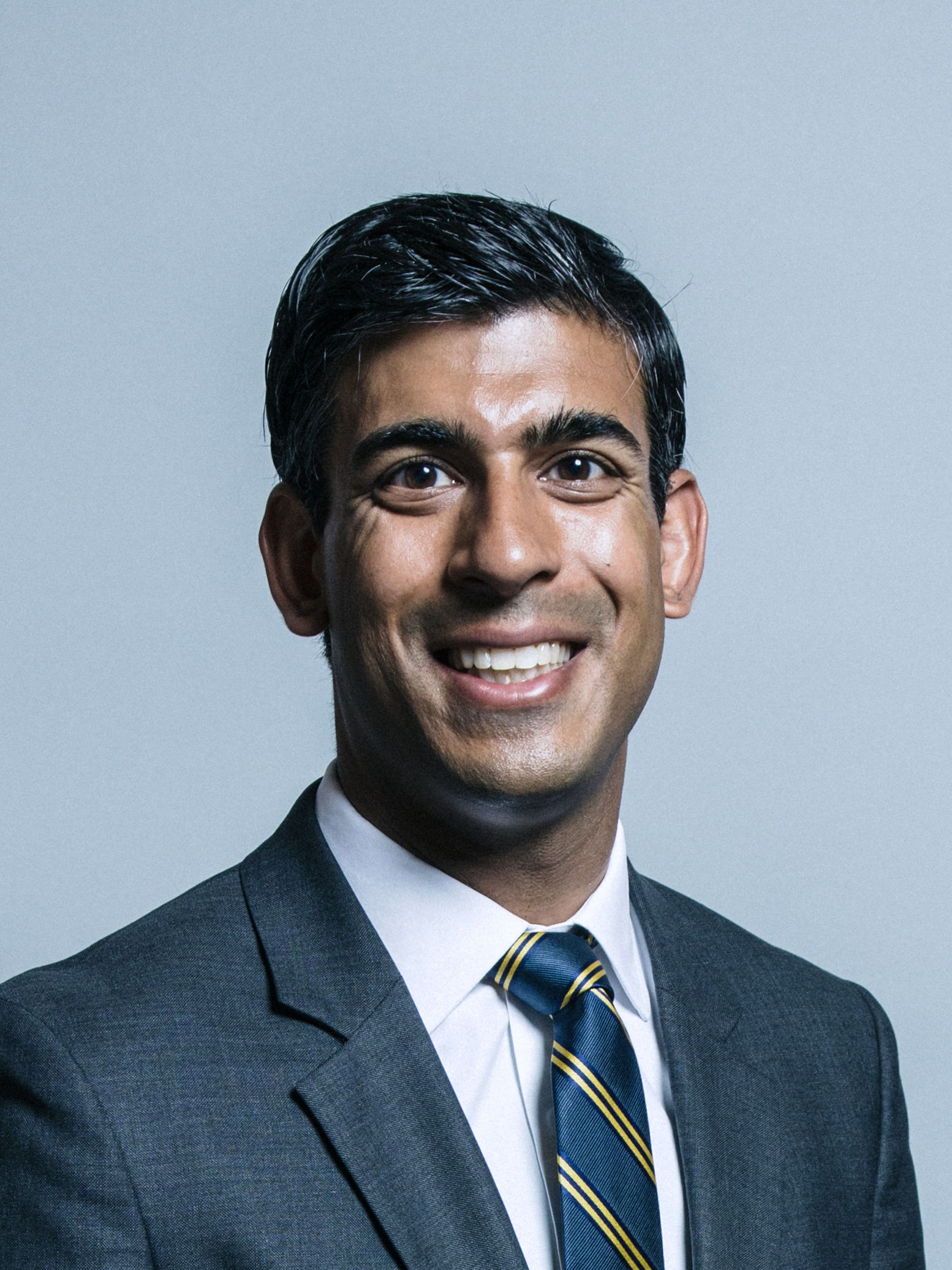
Sunak năm 2017

Sunak gia nhập Đảng Bảo thủ vào năm 2010. Ông được chọn làm ứng cử viên Đảng Bảo thủ cho Richmond (Yorks) vào tháng 10 năm 2014, đánh bại Wendy Morton. Chiếc ghế trước đây do William Hague, cựu lãnh đạo đảng, từng giữ nhiều chức vụ trong nội các dưới thời David Cameron, nắm giữ. Chiếc ghế này là một trong những chiếc ghế an toàn nhất của Đảng Bảo thủ ở Vương quốc Anh và đã được đảng này nắm giữ trong hơn 100 năm. Cùng năm đó, Sunak là người đứng đầu Đơn vị Nghiên cứu Dân tộc Da đen và Dân tộc thiểu số (BME) của tổ chức tư vấn trung tâm Trao đổi Chính sách, nơi ông đã đồng viết một báo cáo về các cộng đồng BME ở Vương quốc Anh. Ông được bầu làm nghị sĩ cho khu vực bầu cử tại cuộc tổng tuyển cử năm 2015 với đa số là 19.550 (36,2%). Trong quốc hội 2015–2017, ông là thành viên của Ủy ban Lựa chọn Môi trường, Lương thực và Nông thôn.
Sunak đã ủng hộ chiến dịch thành công để Vương quốc Anh rời Liên minh Châu Âu trong cuộc trưng cầu dân ý về tư cách thành viên Liên minh Châu Âu vào tháng 6 năm 2016. Năm đó, ông viết báo cáo cho Trung tâm Nghiên cứu Chính sách (một tổ chức tư vấn của Thatcherite) ủng hộ việc thành lập các cảng tự do sau Brexit, và năm sau ông viết báo cáo ủng hộ việc thành lập thị trường trái phiếu bán lẻ cho các doanh nghiệp vừa và nhỏ. . Sau khi Cameron từ chức, Sunak tán thành Michael Gove trong cuộc bầu cử lãnh đạo Đảng Bảo thủ năm 2016, và sau đó tán thành ứng cử viên thành công Theresa May sau khi Gove bị loại ở vòng bỏ phiếu thứ hai.
Sunak đã tái đắc cử tại cuộc tổng tuyển cử năm 2017 với đa số tăng lên là 23.108 (40,5%). Năm 2017, Sunak đã mô tả tầm quan trọng và sự mong manh của cơ sở hạ tầng dưới biển của Anh. Sunak đã tái đắc cử tại cuộc tổng tuyển cử năm 2019 với đa số tăng lên là 27.210 (47,2%).

### Quốc hội Thứ trưởng Ngoại giao phụ trách chính quyền địa phương (2018–2019)
Sunak được bổ nhiệm vào một vị trí cấp bộ trưởng trong chính phủ thứ hai của tháng 5 với tư cách là Thứ trưởng Ngoại giao của Quốc hội phụ trách Chính quyền Địa phương trong cuộc cải tổ nội các năm 2018. Sunak đã bỏ phiếu cho thỏa thuận rút tiền Brexit của May trong cả ba lần và bỏ phiếu chống trưng cầu dân ý lần thứ hai về bất kỳ thỏa thuận rút tiền nào. Thỏa thuận rút tiền của May đã bị Quốc hội bác bỏ ba lần, dẫn đến việc May tuyên bố từ chức vào tháng 5 năm 2019.
Sunak ủng hộ Boris Johnson trong cuộc bầu cử lãnh đạo Đảng Bảo thủ năm 2019 và đồng viết một bài báo với các nghị sĩ Robert Jenrick và Oliver Dowden để bênh vực Johnson trong chiến dịch tranh cử vào tháng 6.

### Covid–19
Kế hoạch Kinh tế Mùa đông được Sunak đưa ra vào ngày 24 tháng 9 năm 2020. Mục đích của tuyên bố là công bố các biện pháp nhằm tiếp tục hỗ trợ thúc đẩy phục hồi kinh tế sau tác động của đại dịch COVID-19. Kế hoạch nhằm thúc đẩy hơn nữa phục hồi kinh tế trong khi vẫn duy trì việc làm và các doanh nghiệp được coi là khả thi. Sau lần khóa thứ hai ở Anh vào ngày 31 tháng 10 năm 2020, chương trình đã được gia hạn đến ngày 2 tháng 12 năm 2020; tiếp theo là vào ngày 5 tháng 11 bằng một lần gia hạn đến ngày 31 tháng 3 năm 2021. Vào ngày 17 tháng 12, chương trình tiếp tục được gia hạn đến ngày 30 tháng 4 năm 2021. Trong ngân sách Vương quốc Anh năm 2021 được công bố vào ngày 3 tháng 3 năm 2021, Sunak xác nhận rằng chương trình đã được gia hạn một lần nữa đến ngày 30 tháng 9 năm 2021.
Vào tháng 10 năm 2021, Sunak đưa ra tuyên bố ngân sách thứ ba và cũng là tuyên bố cuối cùng của mình, trong đó có những lời hứa chi tiêu đáng kể liên quan đến khoa học và giáo dục. Ngân sách đã tăng hỗ trợ trong công việc thông qua hệ thống Tín dụng toàn cầu bằng cách tăng trợ cấp công việc thêm 500 bảng mỗi năm và giảm tỷ lệ giảm dần sau khấu trừ thuế từ 63% xuống 55%. £560 triệu đầu tư đã được công bố cho Sách trắng Nâng cấp. Nhiều thông báo sẽ được đưa ra trong ngân sách đã được xem trước trước ngày lập ngân sách, khiến Hạ viện chỉ trích và tức giận. Đáp lại những lời chỉ trích, Sunak cho biết ngân sách "bắt đầu công việc chuẩn bị cho một nền kinh tế mới".
Vào tháng 4 năm 2022, giữa vụ bê bối Partygate, Sunak đã bị cảnh sát đưa ra một thông báo phạt cố định khi phát hiện ông đã phạm tội theo quy định của COVID-19 khi tham dự bữa tiệc sinh nhật của Johnson vào ngày 19 tháng 6 năm 2020. Cảnh sát cũng đã đưa ra 125 thông báo phạt cố định cho 82 cá nhân khác, bao gồm cả Johnson và vợ Carrie Symonds, tất cả đều xin lỗi và trả tiền phạt. Sau khi nhận tiền phạt, Sunak cho biết ôny "vô cùng xin lỗi" vì những tổn thương do ông tham gia bữa tiệc gây ra và anh tôn trọng quyết định phạt anh của cảnh sát.

## Thủ tướng (2022–2024)

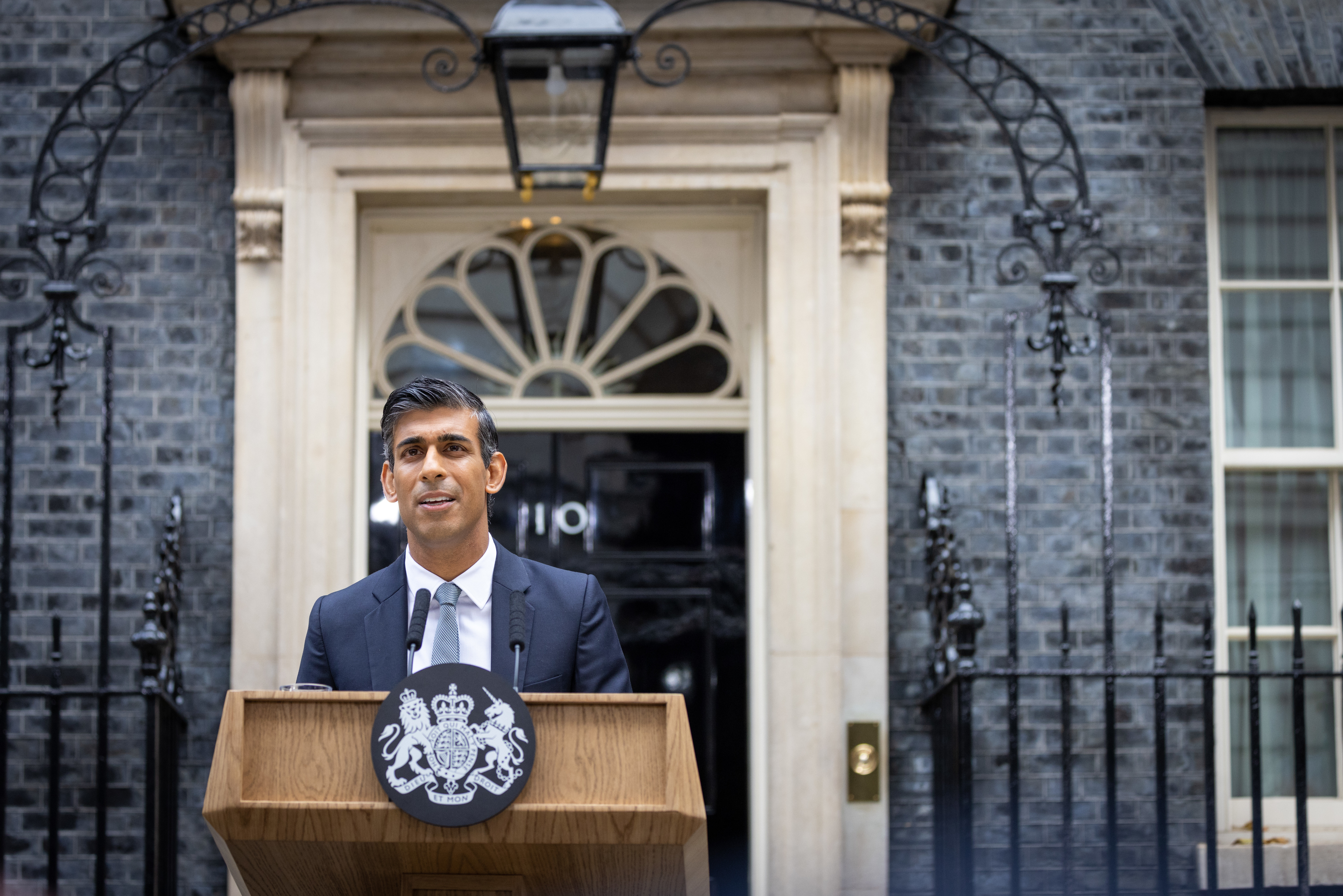
Sunak khi nhậm chức

Sau khi Truss từ chức, Sunak, với tư cách là lãnh đạo của Đảng Bảo thủ, trở thành thủ tướng vào ngày 25 tháng 10 năm 2022, sau khi nhận lời mời thành lập chính phủ của Vua Charles III. Ông là thủ tướng không phải người da trắng, người Anh gốc Á và người theo đạo Hindu đầu tiên của Vương quốc Anh. Trong bài phát biểu đầu tiên của mình với tư cách là thủ tướng, Sunak đã hứa về "sự chính trực, tính chuyên nghiệp và trách nhiệm giải trình" và nói rằng "chúng ta sẽ tạo ra một tương lai xứng đáng với những hy sinh mà rất nhiều người đã làm và lấp đầy hy vọng vào ngày mai và mỗi ngày sau đó." Về người tiền nhiệm của mình, Sunak nói rằng Truss "không sai" khi muốn cải thiện tốc độ tăng trưởng, nhưng thừa nhận rằng "đã mắc một số sai lầm" và việc ông được bầu làm thủ tướng một phần là để sửa chữa chúng. Ông hứa sẽ "đặt sự ổn định kinh tế và niềm tin vào trung tâm của chương trình nghị sự của chính phủ này".

Sunak bắt đầu bổ nhiệm nội các của mình vào ngày 25 tháng 10 năm 2022. Jeremy Hunt vẫn giữ chức Bộ trưởng Tài chính, chức vụ mà ông được bổ nhiệm từ người tiền nhiệm Liz Truss sau khi Kwasi Kwarteng bị cách chức vào ngày 14 tháng 10. Dominic Raab cũng được bổ nhiệm lại làm Phó Thủ tướng và Bộ trưởng Tư pháp, một vai trò mà ông đã được giao dưới thời Thủ tướng Boris Johnson. James Cleverly vẫn giữ chức Bộ trưởng Ngoại giao với Suella Braverman trở lại làm Ngoại trưởng cho Bộ Nội vụ, một vai trò mà trước đó bà đã từ chức trong Bộ Truss. Ben Wallace vẫn là Bộ trưởng Bộ Quốc phòng, một vai trò mà trước đây ông đã đảm nhận trong các bộ Johnson và Truss. Michael Gove trở lại với tư cách là Bộ trưởng Nâng cấp, một vai trò mà ông đã bị Johnson sa thải, và Grant Shapps bị giáng cấp từ Bộ trưởng Nội vụ xuống Bộ trưởng Ngoại giao về Chiến lược Kinh doanh, Năng lượng và Công nghiệp. Penny Mordaunt vẫn là Lãnh đạo của Hạ viện và Chủ tịch Hội đồng.

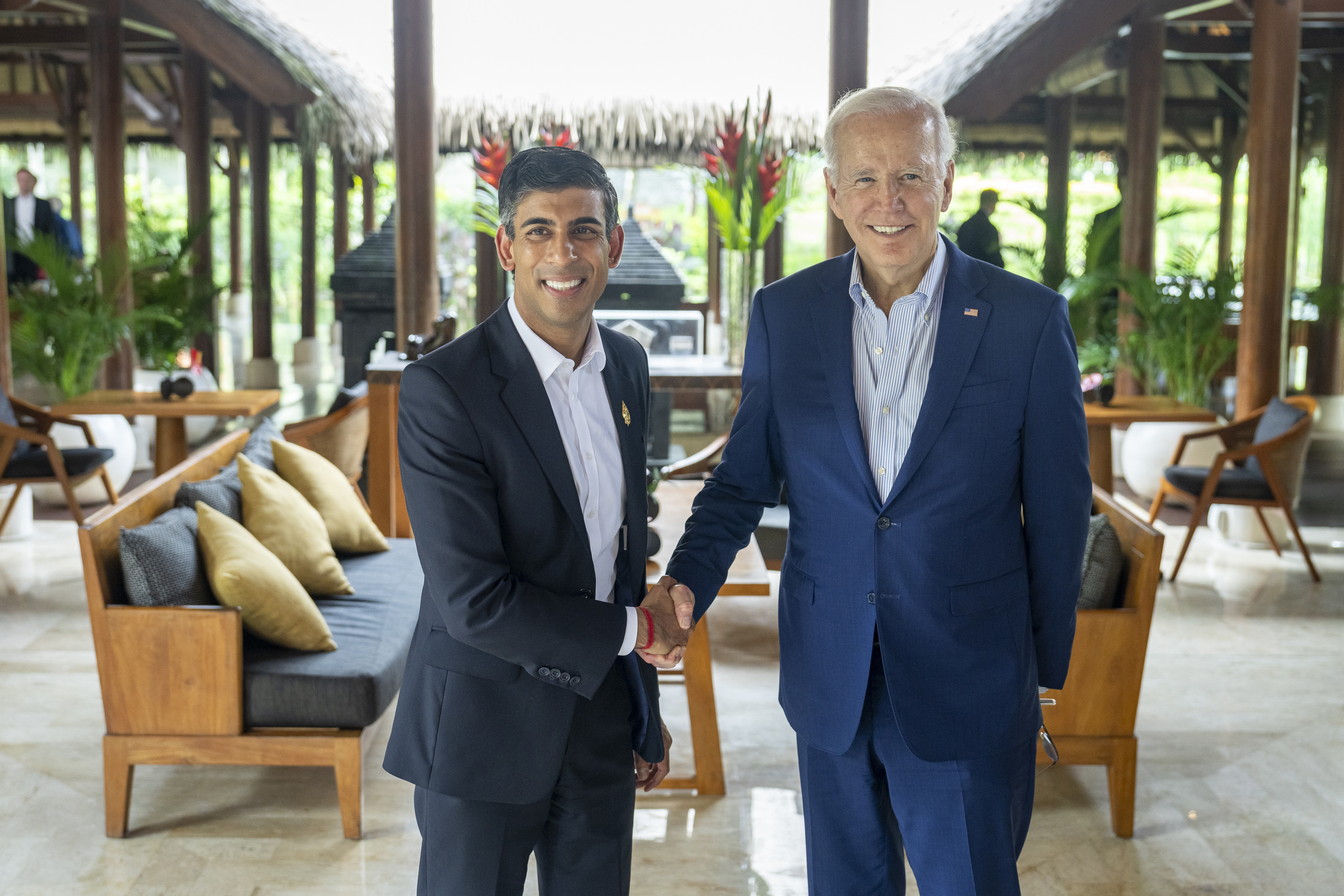
Sunak và Tổng thống Hoa Kỳ Joe Biden vào tháng 11 năm 2022

Các cuộc bổ nhiệm quan trọng khác bao gồm Simon Hart với tư cách là Bộ trưởng Tài chính của Nghị viện và Trưởng ban quản trị của Hạ viện, Nadhim Zahawi với tư cách là chủ tịch đảng, Oliver Dowden với tư cách là Thủ tướng của Công quốc Lancaster, Thérèse Coffey với tư cách là Bộ trưởng Môi trường, Mel Stride với tư cách là Bộ trưởng Việc làm và Lương hưu và Mark Harper trong vai Bộ trưởng Giao thông vận tải.
Sunak bị chỉ trích vì bổ nhiệm Gavin Williamson và Dominic Raab vào nội các. Cả hai đều bị buộc tội bắt nạt, một cáo buộc mà cả hai đều phủ nhận. Williamson sau đó đã từ chức, trong khi tám khiếu nại đang được điều tra chính thức về các cáo buộc chống lại Dominic Raab. Sunak cũng bị chỉ trích vì đã đưa Braverman trở lại nội các, mặc dù trước đó cô đã từ chức vì vi phạm Bộ luật Bộ trưởng. Sunak nói rằng việc bổ nhiệm ông vào chính phủ là nhằm phản ánh một "đảng thống nhất". Vào ngày 29 tháng 1 năm 2023, Sunak sa thải Zahawi, nói rằng cố vấn đạo đức Laurie Magnus đã phát hiện ra một "vi phạm nghiêm trọng" đối với bộ luật cấp bộ. Phán quyết của Sunak đã bị nghi ngờ vì ban đầu đã bổ nhiệm lại Zahawi, và cũng có những câu hỏi về việc liệu Sunak có nên sa thải anh ta sớm hơn hay không.

### Nga và Ukraina
Xem thêm: Chiến tranh Nga–Ukraina

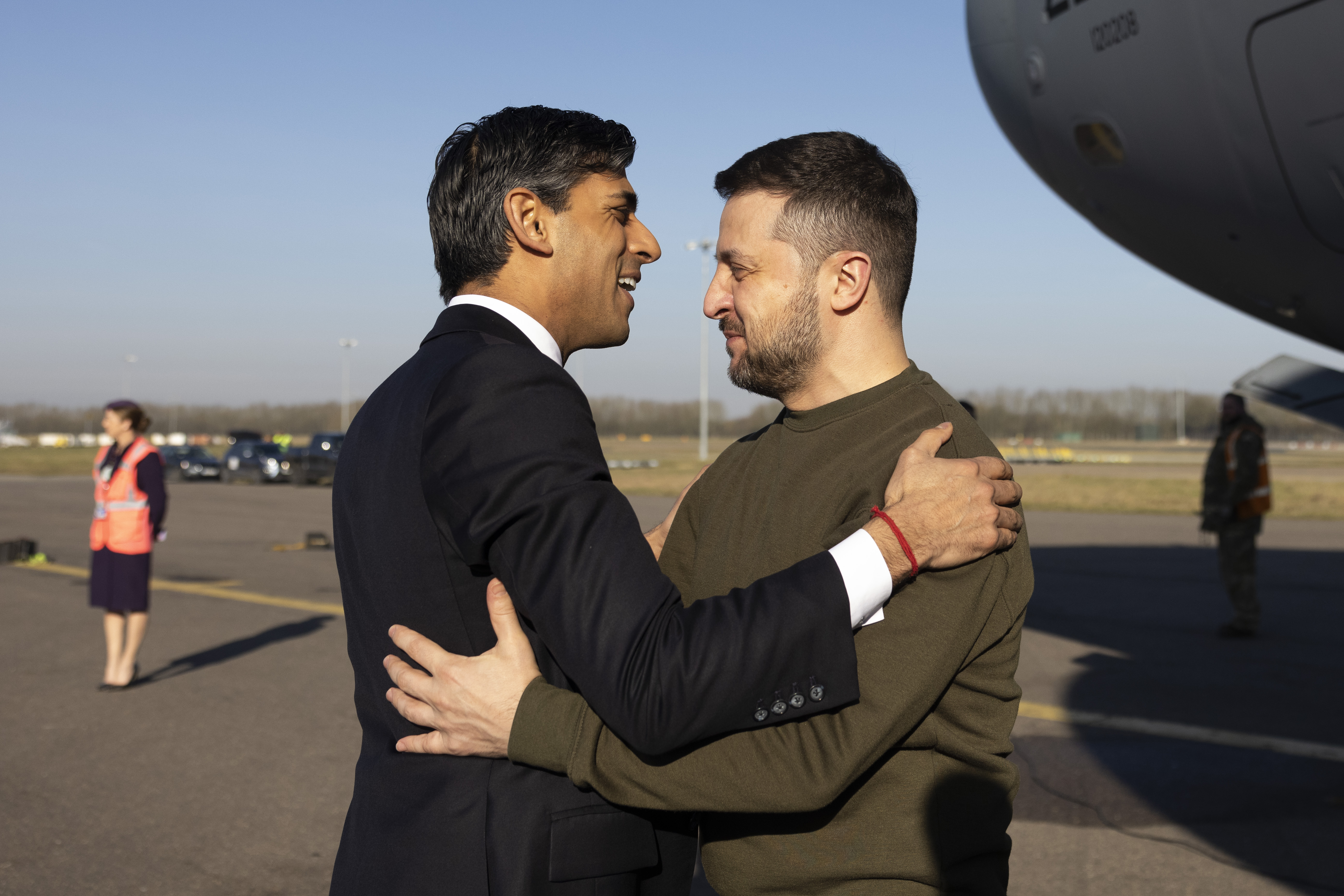
Sunak và Tổng thống Ukraina Vlodymyr Zelensky

Sau vụ nổ tên lửa năm 2022 ở Ba Lan, Sunak đã gặp tổng thống Hoa Kỳ Joe Biden và có bài phát biểu về vụ nổ. Sau đó, ông đã gặp tổng thống Ukraine Volodymyr Zelensky trong chuyến thăm đầu tiên của ông tới Kyiv và cam kết viện trợ cho Ukraine 50 triệu bảng Anh.
Sunak ủng hộ Ukraine chống lại việc Nga xâm lược nước này và ủng hộ các biện pháp trừng phạt kinh tế đối với Nga, nhưng phản đối sự can thiệp quân sự của Anh vào Ukraine.
Sau khi gặp tổng thống Ukraine Volodymyr Zelenskyy trong chuyến thăm đầu tiên của ông tới Kyiv vào tháng 11 năm 2022, Sunak nói: "Tôi tự hào về cách Vương quốc Anh sát cánh với Ukraine ngay từ đầu. Và tôi ở đây hôm nay để nói rằng Vương quốc Anh và các đồng minh của chúng tôi sẽ tiếp tục sát cánh với Ukraine, khi nước này chiến đấu để chấm dứt cuộc chiến tranh man rợ này và mang lại một nền hòa bình công bằng. Trong khi các lực lượng vũ trang của Ukraine thành công trong việc đẩy lùi các lực lượng Nga trên bộ, dân thường đang bị ném bom dã man từ trên không. Hôm nay chúng tôi đang cung cấp hệ thống phòng không mới, bao gồm súng phòng không, radar và thiết bị chống máy bay không người lái, đồng thời tăng cường hỗ trợ nhân đạo cho mùa đông lạnh giá, khắc nghiệt phía trước."

## Từ chức
Sau Cuộc tổng tuyển cử Anh năm 2024, Đảng Bảo thủ thất bại ,ông từ chức Thủ tướng vào ngày 5 tháng 7, Keir Starmer của Công Đảng Anh được bổ nhiệm làm Thủ tướng, chấm đứt 14 năm cầm quyền của Đảng Bảo thủ

## Đối ngoại
Vào tháng 7 năm 2022, trong thời gian tranh cử vị trí lãnh đạo Đảng Bảo thủ, ông đã gọi Trung Quốc là "mối đe dọa lâu dài lớn nhất" đối với Vương quốc Anh, đồng thời nói thêm rằng "Họ tra tấn, giam giữ và nhồi sọ chính người dân của họ, kể cả ở Tân Cương và Hồng Kông, là trái với quy định của pháp luật". về nhân quyền của họ. Và họ đã liên tục gian lận nền kinh tế toàn cầu theo hướng có lợi cho họ bằng cách đàn áp đồng tiền của họ." Ông cáo buộc Trung Quốc ủng hộ tổng thống Nga Vladimir Putin và rằng họ đang "ăn cắp công nghệ của chúng tôi và xâm nhập vào các trường đại học của chúng tôi". Sunak đã làm dịu thái độ của mình sau khi trở thành thủ tướng, gọi đất nước là "thách thức hệ thống" thay vì "mối đe dọa" và rằng phương Tây sẽ "quản lý sự cạnh tranh gay gắt này, bao gồm cả ngoại giao và can dự".
Sunak mô tả Ả Rập Xê Út là "đối tác" và "đồng minh", nhưng nói rằng chính phủ Anh không bỏ qua những vi phạm nhân quyền ở Ả Rập Xê Út. Theo Sunak, "Hoàn toàn đúng khi" chính phủ Anh "tham gia với các đối tác và đồng minh của chúng tôi trên khắp thế giới khi chúng tôi suy tính cách tốt nhất để đảm bảo an ninh năng lượng cho đất nước này."
Trong thời gian làm thủ tướng của mình, Sunak đã phản đối kế hoạch của tổng thống Hoa Kỳ Joe Biden nhằm đưa ra mức thuế kinh doanh toàn cầu tối thiểu 21%.
Sunak cũng ủng hộ việc công nhận Jerusalem là thủ đô của Israel.

## Cuộc sống cá nhân
Vào tháng 8 năm 2009, Sunak kết hôn với Akshata Murty, con gái của N. R. Narayana Murthy và Sudha Murty. Bố vợ của anh là người sáng lập công ty công nghệ Infosys mà Murty sở hữu cổ phần. Sunak và Murty gặp nhau khi học tại Đại học Stanford ở Hoa Kỳ; họ có hai con gái, Krishna (sinh năm 2011) và Anoushka (sinh năm 2013). Họ sở hữu một số ngôi nhà, bao gồm Kirby Sigston Manor ở làng Kirby Sigston, North Yorkshire, một ngôi nhà mews ở Earl's Court ở trung tâm London, một căn hộ trên Đường Old Brompton, Nam Kensington và một căn hộ áp mái trên Đại lộ Ocean ở Santa. Mônica, California. Vào tháng 4 năm 2022, có thông tin cho rằng Sunak và Murty đã chuyển khỏi căn hộ phía trên số 10 Phố Downing để đến một ngôi nhà mới được tân trang lại ở Tây London vì lý do gia đình. Vào tháng 10 năm 2022, gia đình Sunak tiếp tục cư trú tại ngôi nhà chính thức cũ của họ ở số 10 Phố Downing, lần này với tư cách là thủ tướng và đảo ngược xu hướng bắt đầu từ năm 1997 là các thủ tướng sống trong căn hộ 4 phòng ngủ ở số 11 Phố Downing.